# Prueba U de Mann-Whitney
En estadística la prueba de la U de Mann-Whitney (también llamada de Mann-Whitney-Wilcoxon, prueba de suma de rangos Wilcoxon, o prueba de Wilcoxon-Mann-Whitney) es una prueba no paramétrica aplicada a dos muestras independientes. Es la versión no paramétrica de la habitual prueba t de Student.
Fue propuesto inicialmente en 1945 por Frank Wilcoxon para muestras de igual tamaño y extendido a muestras de tamaño arbitrario como en otros sentidos por Henry B. Mann y D. R. Whitney en 1947.

## Planteamiento de la prueba
La prueba de Mann-Whitney se usa para comprobar la heterogeneidad de dos muestras ordinales. El planteamiento de partida es:
1. Las observaciones de ambos grupos son independientes.
2. Las observaciones son variables ordinales o continuas.
3. Bajo la hipótesis nula, la distribución de partida de ambos grupos es la misma: P(X > Y) = P(Y > X)
4. Bajo la hipótesis alternativa, los valores de una de las muestras tienden a exceder a los de la otra: P(X > Y) + 0.5 P(X = Y)  > 0.5.

## Cálculo del estadístico
Para calcular el estadístico U se asigna a cada uno de los valores de las dos muestras su rango para construir 
{\displaystyle U_{1}=n_{1}n_{2}+{n_{1}(n_{1}+1) \over 2}-R_{1}}
{\displaystyle U_{2}=n_{1}n_{2}+{n_{2}(n_{2}+1) \over 2}-R_{2}}

donde n1 y n2 son los tamaños respectivos de cada muestra; R1 y R2 es la suma de los rangos (la suma de la posición relativa de cada individuo de la muestra) de las observaciones de las muestras 1 y 2 respectivamente.
El estadístico U se define como el mínimo de U1 y U2.
Los cálculos tienen que tener en cuenta la presencia de observaciones idénticas a la hora de ordenarlas. No obstante, si su número es pequeño, se puede ignorar esa circunstancia.

## Distribución del estadístico
La prueba calcula el llamado estadístico U, cuya distribución para muestras con más de 20 observaciones se aproxima bastante bien a la distribución normal. 
La aproximación a la normal, z, cuando tenemos muestras lo suficientemente grandes viene dada por la expresión:
{\displaystyle z=(U-m_{U})/\sigma _{U}}
Donde mU y σU son la media y la desviación estándar de U si la hipótesis nula es cierta, y vienen dadas por las siguientes fórmulas:
{\displaystyle m_{U}=n_{1}n_{2}/2.}
{\displaystyle \sigma _{U}={\sqrt {n_{1}n_{2}(n_{1}+n_{2}+1) \over 12}}.}

## Implementaciones
- Implementación en línea usando javascript
- R tiene una implementación del test (al que se refiere como el Wilcoxon two-sample test) mediante wilcox.test (y para el caso de datos pareados, wilcox.exact en el paquete exactRankTests o con la opción exact=FALSE).
- Existe una biblioteca de java para realizar este Test y otros muchos más. Su nombre es "Commons Math" y está dentro de un programa de trabajo de Apache. La dirección de esta librería es: http://commons.apache.org/math/userguide/stat.html#a1.8_Statistical_tests